# Mârșa
Mârșa is een Roemeense gemeente in het district Giurgiu.
Mârșa telt 2779 inwoners.